# 八仙镇
八仙镇，是中华人民共和国陕西省安康市平利县下辖的一个乡镇级行政单位。

## 行政区划
八仙镇下辖以下地区：
狮坪村、三星寨村、石水沟村、仁溪沟村、韩河村、龙门村、流溪沟村、松树庙村、花园岭村、大安坪村、乌药山村、百好河村、金鸡河村、松阳村、江西街村、号房坪村、靛坪坪村、凤凰村、龙山村和鸦河口村。